# Chrysocraspeda phaedra
Chrysocraspeda phaedra là một loài bướm đêm trong họ Geometridae.